# ثيلما سكونميكر
ثيلما سكونميكر (بالإنجليزية: Thelma Schoonmaker )‏ (و. 1940  م) هي مونتيرة أمريكية، ولدت في الجزائر.

## التعليم
تعلمت في جامعة كولومبيا، وجامعة كورنيل.

## جوائز وترشيحات
حصلت على جوائز منها:
جوائز
- جائزة الأوسكار لأفضل مونتاج، عن عمل: الثور الهائج (1980)
- جائزة الأوسكار لأفضل مونتاج، عن عمل: الثور الهائج (2004)
- جائزة الأوسكار لأفضل مونتاج، عن عمل: الثور الهائج (2006)
- جائزة الأوسكار لأفضل مونتاج، عن عمل: الطيار (1980)
- جائزة الأوسكار لأفضل مونتاج، عن عمل: الطيار (2004)
- جائزة الأوسكار لأفضل مونتاج، عن عمل: الطيار (2006)
- جائزة الأوسكار لأفضل مونتاج، عن عمل: المغادرون (1980)
- جائزة الأوسكار لأفضل مونتاج، عن عمل: المغادرون (2004)
- جائزة الأوسكار لأفضل مونتاج، عن عمل: المغادرون (2006)

ترشيحات
- جائزة الأوسكار لأفضل مونتاج
- جائزة الأوسكار لأفضل مونتاج، عن عمل: الأصدقاء الطيبون
- جائزة الأوسكار لأفضل مونتاج، عن عمل: الثور الهائج
- جائزة الأوسكار لأفضل مونتاج، عن عمل: الطيار
- جائزة الأوسكار لأفضل مونتاج، عن عمل: المغادرون
- جائزة الأوسكار لأفضل مونتاج، عن عمل: عصابات نيويورك
- جائزة الأوسكار لأفضل مونتاج، عن عمل: هيوغو

ترشحت لـ:
- جائزة الأوسكار لأفضل مونتاج، عن عمل: Woodstock (film) [الإنجليزية]‏
- جائزة الأوسكار لأفضل مونتاج، عن عمل: الطيار
- جائزة الأوسكار لأفضل مونتاج، عن عمل: المغادرون
- جائزة الأوسكار لأفضل مونتاج، عن عمل: عصابات نيويورك
- جائزة الأوسكار لأفضل مونتاج، عن عمل: الثور الهائج
- جائزة الأوسكار لأفضل مونتاج، عن عمل: الأصدقاء الطيبون
- جائزة الأوسكار لأفضل مونتاج، عن عمل: هيوغو.

## وصلات خارجية
- ثيلما سكونميكر على موقع IMDb (الإنجليزية)
- ثيلما سكونميكر على موقع قاعدة بيانات الأفلام العربية
- ثيلما سكونميكر على موقع ألو سيني (الفرنسية)
- ثيلما سكونميكر على موقع ميوزك برينز (الإنجليزية)
- ثيلما سكونميكر على موقع أول موفي (الإنجليزية)
- ثيلما سكونميكر على موقع قاعدة بيانات الأفلام السويدية (السويدية)
- ثيلما سكونميكر على موقع قاعدة بيانات الفيلم (الإنجليزية)
- ثيلما سكونميكر على موقع كينوبويسك (الروسية)